# С-19
С-19— советская дизель-электрическая торпедная подводная лодка серии IX-бис-2, тип С — «Средняя» времён Второй мировой войны. Вошла в строй после окончания войны, входила в состав Северного флота, списана в 1955 году, использовалась как опытовое судно-мишень при испытаниях торпед с ядерной боевой частью. В 1957 году затоплена в губе Чёрная на Новой Земле.

## История строительства
С-19 заложена 30 сентября 1939 года на заводе № 196 «Судомех» в Ленинграде под заводским номером 132, одновременно с однотипной С-20. Спущена на воду 14 марта 1941 года, также в один день с С-20.
Начало Великой Отечественной войны С-19 встретила на заводе № 196 в достройке, степень готовности оценивалась в 75,5 %. В июле-августе 1941 года лодку внутренними водными путями перевели на завод № 112 в Горький, затем в сентябре отбуксировали на завод № 638 в Астрахань, где С-19 была достроена по проекту IX-бис-2 и прошла сдаточные испытания. 1 июля 1943 года командование недостроенной лодкой А. А. Косенко — в 1941 году он командовал подводной лодкой Л-24 Черноморского флота, но за систематическое нарушение воинской дисциплины был осуждён и отправлен на сухопутный фронт. Командовал ротой морской пехоты, затем отдельным морским батальоном 202-й стрелковой дивизии, бывал контужен и ранен в боях. В 1942 году награждён орденом Красного знамени, восстановлен в звании, приговор суда был отменён.
21 февраля 1944 года С-19 вступила в строй, 22 апреля вошла в состав Каспийской флотилии. В марте С-19 в составе отряда подводных лодок вышла из Баку и через Астрахань отправилась в Архангельск и Молотовск. 18 мая С-19 вошла в состав Северного флота, зачислена в отдельный учебный дивизион подводных лодок.

## История службы
С-19 использовалась для испытания новых образцов техники, на ней были установлены 25-мм автоматическая зенитная установка 84-КМ, сетепрорезатель с подрывными патронами, гидроакустическая станция «Дракон-129» (ленд-лизовский активный гидролокатор «Асдик») и стабилизатор глубины без хода «Спрут». В июне командиром назначен Г. Ф. Макаренков, тогда же С-19 прошла восстановительный ремонт после испытаний. 17-18 октября совершила переход к месту постоянного базирования в Полярное, вошла в состав 5-го дивизиона Бригады подводных лодок Северного флота.
13 ноября 1944 года С-19 вышла в боевой поход, патрулировала позицию в «Лоппском море» — у побережья Норвегии к западу от острова Сёрёйа. 16 ноября при зарядке аккумуляторных батарей обнаружила отряд сторожевых кораблей, погрузилась, избежав обнаружения. 17 ноября при помощи гидролокатора обнаружила минные заграждения в проливе Сёрёсунд, на следующий день обнаружила мины между островами Лоппа и Арнёй, коснулась минрепа. 20 и 24 ноября обнаруживала отряды тральщиков, в атаки не выходила. 28 ноября вернулась на базу.
29 января 1945 года стоящую у пирса С-19 протаранила подводная лодка С-56, повредила гребной винт. 9 мая 1945 года С-19 встретила в ремонте около плавмастерской.
В сентябре 1950 года С-19 участвовала в учениях по противодесантной обороне побережья. В марте 1951 года вошла в состав 162-й бригады 33-й дивизии подводных лодок.
В июне 1955 года С-19 выгрузила боезапас и перешла в Молотовск, где на заводе № 402 была переоборудована для возможности оценки воздействия ядерного взрыва, вошла в 241-ю бригаду опытовых кораблей с базированием на Новой Земле. 

Схема размещения кораблей при ядерном взрыве 21 сентября 1955 года

21 сентября 1955 года участвовала в ядерном испытании № 22. Находилась в позиционном положении в 1200 метрах от точки надводного ядерного взрыва в 3,5 килотонны тротилового эквивалента. Приняла 15 тонн воды через заднюю крышку торпедного аппарата, повреждения устранены экипажем за два дня. Перешла в Молотовск, 30 декабря 1955 года выведена из состава флота и переквалифицирована в опытовый корабль-мишень. 
7 сентября 1957 года участвовала в ядерном испытании № 43. Находилась в 1500 метрах от точки наземного ядерного взрыва в 32 килотонны тротилового эквивалента. Располагалась бортом, в надводном положении, повреждений не получила.
10 октября 1957 года участвовала в испытаниях ядерной торпеды Т-5. Находилась в позиционном положении в 700 метрах от точки подводного ядерного взрыва в 10 килотонн тротилового эквивалента. Осталась на плаву, но получила тяжёлые повреждения и утратила боеспособность. После испытаний затонула, оставлена на грунте в губе Чёрная архипелага Новая Земля. 28 января 1958 года расформирован экипаж. 1 марта 1958 года С-19 была исключена из списка плавсредств ВМФ.

## Командиры
- 1941: капитан-лейтенант Дмитрий Михайлович Сазонов;
- 1943—1944: капитан 3-го ранга Андрей Антонович Косенко;
- 1944—1949: капитан 3-го ранга Григорий Филиппович Макаренков;
- 1951—1953: В. С. Шаповалов;
- 1953—1956: Иван Николаевич Паргамон. Участвовал в ядерных испытаниях на Новой Земле. Впоследствии служил начальником штаба бригады подводных лодок 4-й эскадры ПЛ.